# Mount Lawrence
Mount Lawrence ist ein 1230 m (nach australischen Angaben 1196 m) hoher Berg im ostantarktischen Mac-Robertson-Land. In der David Range der Framnes Mountains ragt er unmittelbar nördlich des Mount Coates auf.
Norwegische Kartografen kartierten ihn anhand von Luftaufnahmen, die bei der Lars-Christensen-Expedition 1936/37 entstanden. Das Antarctic Names Committee of Australia (ANCA) benannte ihn nach Joseph M. Lawrence, Dieselmotormechaniker auf der Mawson-Station im Jahr 1959.